# Gronówko (województwo wielkopolskie)
Gronówko (pol. hist. „Grunówko”) – wieś w Polsce położona w województwie wielkopolskim, w powiecie leszczyńskim, w gminie Lipno.

## Historia
Wieś pierwotnie związana była z Wielkopolską. Ma metrykę średniowieczną i istnieje co najmniej od początku XV wieku. Wymieniona została w łacińskim dokumencie datowanym na 1401 pod nazwą  Grunowo, 1429 Grunowo Minor, 1430 Minor Grunowo, 1510 Grunowko, 1559 Gronowko Male, 1563 Gronowko.
Okolice miejscowości zamieszkane były jednak wcześniej niż zachowane zapisy. Na XII oraz połowę XIII wieku archeolodzy datują ślady osad na wzgórzach w pobliżu Gronówka.
Początkowo wieś należała do lokalnego opola będącego reliktem przedpaństwowej organizacji plemiennej na tym terenie. W 1464 leżała w powiecie kościańskim Korony Królestwa Polskiego. W 1510  miejscowość należała do parafii Goniembice.
Miejscowość była wsią szlachecką należącą początkowo do lokalnej szlachty wielkopolskiej Grunowskich, którzy do nazwy wsi przyjęli odmiejscowe nazwisko, a także do Wyciążkowskich, Strzeżowskich. W latach 1415–1550 dziedzicem we wsi był Zygmunt, który w 1429 zawarł ugodę z plebanem z Goniębic w sprawie łąki w Grunówku. W 1430 Jan Wyciążkowski przedstawił w sądzie ziemskim dokument kupna połowy wsi za 150 grzywien od Katarzyny Strzeżowskiej. W 1464 Helena z Grunówka sprzedała 1/4 wsi Mikołajowi Grunowskiemu za 70 grzywien. W 1467 Stanisław z Gronówka zapisał żonie Barbarze po 50 grzywien posagu i wiana na wsi Gronówko. W 1493 Jan i Jakub bracia niedzielni z Gronówka sprzedali za 20 grzywien z zastrzeżeniem prawa odkupu 1,5 łana osiadłego we wsi Piotrowi Międzychodzkiemu pochodzącemu z Międzychodu koło Śremu.
Wieś odnotowały również historyczne spisy podatkowe. W 1510 Jan Żegrowski posiadał 3 łany opuszczone we wsi, które były uprawiane. Były to m.in. dwa łany zwane Pirzchalinskimi (po Mikołaju Pierzchale odnotowanym w 1479). Kolejnym właścicielem był Jan Grunowski posiadający 4,5 łana osiadłego oraz 2,5 łana opuszczonego, nie uprawianego, 4 łany folwarczne, wiatrak, trzy stawy. W 1513 właścicielami we wsi byli bracia Michał duchowny oraz Jan. W 1530 miał miejsce pobór podatków od 4 łanów oraz karczma. W 1559 podzielono wieś pomiędzy Macieja Grunowskiego oraz Marcina Goniębickiego dzięki czemu zachował się opis wsi. Grunowski otrzymał płosę roli pod dworem, a Goniębicki otrzymał pozostałe błota i łąki, dwie płosy roli z siedliskami, na jednej stały budynki i ciągnęła się ona od skotnic do granicy z Goniębicami, a druga od skotnic do granicy z Grunowem. Goniębicki otrzymał prawo przeganiania bydła i wożenia siana przez groblę biegnącą przez grunty Grunowskiego. W 1563 miał miejsce pobór podatków od Marcina Goniębickiego, który zapłacił od 3 łanów. Z kolei Maciej Grunowski zapłacił od 2 i 1/4 łana, karczmy dziedzicznej, wiatraka dziedzicznego oraz od 4 komorników. Stefan Wilkowski zapłacił od jednego łana oraz wiatraka dziedzicznego. W 1564 Stefan Wilkowski posiadał 3,5 łana we wsi. W 1566 pobór zapłacili Stefan Wilkowski i Małgorzata Granowska od 2 i 3/4 łana, karczmy dorocznej, dwóch wiatraków, 4 zagrodników oraz jednego rzemieślnika. 
Po rozbiorach Polski miejscowość wraz z całą Wielkopolską znalazła się w zaborze pruskim.
W latach 1975–1998 miejscowość administracyjnie należała do województwa leszczyńskiego.